# Chisocheton stellatus
Chisocheton stellatus är en tvåhjärtbladig växtart som beskrevs av P.F. Stevens. Chisocheton stellatus ingår i släktet Chisocheton och familjen Meliaceae. Inga underarter finns listade i Catalogue of Life.